# Sueben

Kaart van het Romeinse Rijk in 125 onder Hadrianus, met het leefgebied van de Suebi in het noorden en het zuiden van het tegenwoordige Duitsland

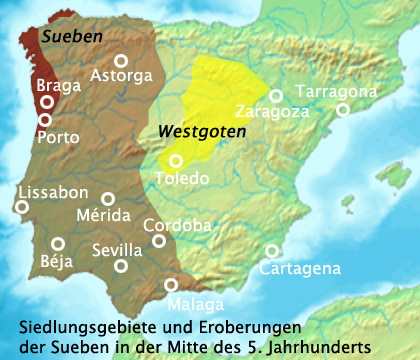
Uitbreiding van het rijk onder Rechiar

De Sueben of Sueven (Latijn: Suebi) waren een West-Germaans volk dat rond het begin van de jaartelling tussen de Rijn en de Oostzee (Mare Suebicum in het Latijn) verbleef. Door hun militaire overwicht was dit volk in staat om in een groot gebied van 'Germania Magna' andere stammen aan zich te binden als vazalstammen, die schatplichtig aan hen waren; zo was er waarschijnlijk een stamverband met onder anderen de Quaden, de Marcomannen, de Alamannen, de Hermunduren, de Longobarden en de Semnonen.

## Geschiedenis
Ze worden door Julius Caesar genoemd in zijn De Bello Gallico, waarin hij verslag doet van de Gallische Oorlog. Volgens dat verslag woonden de Sueben aan de 'rechteroever van de Rijn' - ie. aan de Germaanse ('Duitse') kant van de Rijn - van waaruit ze regelmatig de Rijn overstaken om zich te mengen in het conflict aan 'Gallische' zijde van de Rijn, waar de opstandige Treveren woonden.
Ook volgens Tacitus deden de Semnonen en Longobarden mee aan de strijd van de Suebische koning Ariovistus tegen Julius Caesar (58 v.Chr.).
Later trokken de Sueben oostwaarts naar Centraal-Europa. Volgens sommigen is de naam voor Zweden van hun naam afgeleid, wat zou betekenen dat de stam – of op z'n minst een gedeelte daarvan – niet oost-, maar noordwaarts is getrokken.
In de 4e eeuw werden de Sueben verdreven door de Hunnen en staken ze de Rijn over naar Gallia waarna ze al plunderend richting het zuiden gingen. Ze trokken de Pyreneeën over en belandden in het welvarende Romeinse gebied Hispania (het huidige Spanje en Portugal). In 409 stichtten ze onder koning Hermeric († 441) hun eigen rijk in de Romeinse provincie Gallaecia (of Callaecia), ongeveer de huidige autonome regio Galicië in Spanje. Hier gingen de Sueben over tot het arianisme, waarschijnlijk onder Visigotische invloed.
Onder koning Rechila (438-448) breidden de Sueben hun rijk uit met Baetica en Sevilla. Zij brachten de laatste Romeinse troepen een verpletterende nederlaag toe. Maar zijn zoon Rechiar moest in 456 het onderspit delven in de slag aan de Urbicus tegen de Visigoten onder leiding van Theoderik II. De Sueben werden daarna in zijn naam door een gouverneur bestuurd.
Het lukte de Sueben op den duur hun onafhankelijkheid terug te krijgen, onder hun eigen koningen, maar zij moesten het grootste gedeelte van Spanje afstaan aan de Visigoten, wier overwegende invloed zij sindsdien bleven ondergaan. Zij werden teruggedreven tot over de Duero, naar Galicië, en namen de godsdienst van hun overwinnaars over. Daarvoor waren de Sueben deels ariaans, deels heiden. In 465 gingen zij over tot het katholicisme.
De dood van Rechiar leidde overigens tot een splitsing binnen de Sueben. Aioulf (456-457) en Framta (457-458) verdeelden het rijk; overigens als vazal van de Visigoten. Onder Maldras werden de Sueben weer kort herenigd, waarna een splitsing volgde tussen Richimund (459-463), Frumar (459-463) en Remismund (459-469). Deze laatste zorgde voor een definitieve hereniging in 463. Van de geschiedenis van de jaren 468 tot 560 is in geheel niets bekend. In 585 werd het rijk van de Sueben definitief vernietigd door Leovigild, ondanks de hulp die de Franken hen hadden verleend. Het gebied dat zij bewoonden werd bij dat van de Visigoten ingelijfd, waarna de overlevende Sueven geleidelijk opgingen in de Romaanse bevolking.
De naam van de West-Vlaamse gemeente Zwevegem zou etymologisch terug te brengen zijn tot de Sueven. Het achtervoegsel "Heem" komt van het Germaanse "woning" of "verblijfplaats".

## Donausueben
Aan de bronnen van de Donau moet zich ook een Suebische stam gevestigd hebben, die zich ook Alemannen noemden. (Denk aan het Franse woord voor Duitsland: Allemagne.) Hun naam leeft voort in het oude hertogdom Zwaben, de huidige landstreek Zwaben en de Beierse regio Zwaben (Duits: Schwaben) en zelfs in Nieuw-Zwabenland (Duits: Neuschwabenland), een door de nazi's opgeëist stuk van Antarctica.

## Koningen van de Sueben in Gallaecia
- Hermeric (409-438)
- Rechila (438-448)
- Rechiar (448-456)
- Aioulf (456-457)
- Framta (456-457)
- Maldras (457-459)
- Richimund (459-463)
- Frumar (459-463)
- Remismund (459-469), vanaf 463 heerser van het het hele rijk na definitieve hereniging
- een duistere periode (469-550), waarin slechts één naam zeker is: Theodemund, maar misschien ook een Vermund, Rechila II, Rechiar II en Hermeneric
- Carriaric (550-559)
- Theodemar (559-570)
- Miro (570-583)
- Eboric (ook bekend als Euric) (583-584)
- Andeca (584-585), afgezet door de koning van de Visigoten, Leovigild
- Malaric (585), kwam in opstand tegen Leovigild en werd verslagen